# Mistrovství Evropy v rychlobruslení 2010
Mistrovství Evropy v rychlobruslení 2010 se konalo ve dnech 9. a 10. ledna 2010 v rychlobruslařské hale Vikingskipet v norském Hamaru. Jednalo se o 21. společné mistrovství Evropy a celkově o 35. evropský ženský šampionát a 104. mistrovství Evropy pro muže. Z předchozího šampionátu obhajoval titul pouze Nizozemec Sven Kramer, Němka Claudia Pechsteinová v závodech nestartovala.
V Hamaru zvítězil Sven Kramer, pro něhož to byla již čtvrtá zlatá medaile z mistrovství Evropy za sebou, a Martina Sáblíková, která tak navázala na 1. místo z evropského šampionátu v roce 2007.
Kromě Martiny Sáblíkové se závodů v Hamaru z českých závodníků zúčastnila taky Karolína Erbanová a Milan Sáblík.
| Program                                       | Program                                           | Program |
| --------------------------------------------- | ------------------------------------------------- | ------- |
| 9. ledna                                      | 10. ledna                                         |         |
| 500 m muži 500 m ženy 3000 m ženy 5000 m muži | 1500 m ženy 5000 m ženy 1500 m muži 10 000 m muži |         |

## Muži
Mužského mistrovství Evropy se zúčastnilo celkem 32 závodníků z následujících zemí: Nizozemsko (4), Norsko (4), Německo (3), Rusko (3), Švédsko (3), Bělorusko (2), Francie (2), Itálie (2), Polsko (2), Česko (1), Finsko (1), Lotyšsko (1), Rakousko (1), Rumunsko (1), Španělsko (1), Švýcarsko (1).
Závodníci na prvních 15 příčkách zajistili pro své země odpovídající počet míst pro start na Mistrovství světa ve víceboji 2010.
| Pořadí           | Jméno                 | Země       | 500 m          | 5000 m        | 1500 m        | 10 000 m       | Počet bodů |
| ---------------- | --------------------- | ---------- | -------------- | ------------- | ------------- | -------------- | ---------- |
| Zlatá medaile    | Sven Kramer           | Nizozemsko | 36,60 (4.)     | 6:19,78 (1.)  | 1:47,05 (2.)  | 13:19,32 (1.)  | 150,227    |
| Stříbrná medaile | Enrico Fabris         | Itálie     | 36,64 (5.)     | 6:22,44 (2.)  | 1:46,37 (1.)  | 13:28,72 (3.)  | 150,776    |
| Bronzová medaile | Ivan Skobrev          | Rusko      | 36,76 (9.)     | 6:28,27 (6.)  | 1:47,82 (3.)  | 13:33,02 (5.)  | 152,178    |
| 4.               | Alexis Contin         | Francie    | 37,30 (13.)    | 6:25,70 (3.)  | 1:49,27 (8.)  | 13:25,77 (2.)  | 152,581    |
| 5.               | Jan Blokhuijsen       | Nizozemsko | 36,66 (7.)     | 6:27,95 (4.)  | 1:50,33 (17.) | 13:31,12 (4.)  | 152,787    |
| 6.               | Wouter olde Heuvel    | Nizozemsko | 37,07 (11.)    | 6:32,76 (8.)  | 1:48,31 (4.)  | 13:45,60 (7.)  | 153,729    |
| 7.               | Henrik Christiansen   | Norsko     | 37,81 (21.)    | 6:30,40 (7.)  | 1:49,25 (7.)  | 13:41,17 (6.)  | 154,324    |
| 8.               | Renz Rotteveel        | Nizozemsko | 37,30 (13.)    | 6:33,89 (9.)  | 1:49,57 (13.) | 13:50,03 (9.)  | 154,713    |
| 9.               | Konrad Niedźwiedzki   | Polsko     | 36,07 (1.)     | 6:40,83 (16.) | 1:48,67 (5.)  | 14:08,75 (10.) | 154,195    |
| 10.              | Sverre Haugli         | Norsko     | 38,19 (23.)    | 6:28,21 (5.)  | 1:50,13 (16.) | 13:45,80 (8.)  | 155,011    |
| 11.              | Joel Eriksson         | Švédsko    | 36,65 (6.)     | 6:38,77 (13.) | 1:48,74 (6.)  | 14:13,68 (11.) | 155,457    |
| 12.              | Matteo Anesi          | Itálie     | 36,52 (2.)     | 6:43,13 (18.) | 1:49,37 (10.) | 14:26,47 (12.) | 156,612    |
| 13.              | Robert Lehmann        | Německo    | 36,70 (8.)     | 6:40,84 (17.) | 1:49,55 (12.) | —              | 113,300    |
| 14.              | Harald Silovs         | Lotyšsko   | 37,14 (12.)    | 6:39,26 (14.) | 1:49,34 (9.)  | —              | 113,512    |
| 15.              | Johan Röjler          | Švédsko    | 37,32 (15.)    | 6:38,15 (11.) | 1:49,84 (15.) | —              | 113,748    |
| 16.              | Zbigniew Bródka       | Polsko     | 36,86 (10.)    | 6:46,54 (20.) | 1:49,42 (11.) | —              | 113,987    |
| 17.              | Daniel Friberg        | Švédsko    | 36,56 (3.)     | 6:58,56 (28.) | 1:49,58 (14.) | —              | 114,942    |
| 18.              | Pascal Briand         | Francie    | 37,68 (20.)    | 6:50,59 (21.) | 1:51,70 (18.) | —              | 115,972    |
| 19.              | Patrick Beckert       | Německo    | 37,89 (22.)    | 6:44,63 (19.) | 1:52,86 (25.) | —              | 115,973    |
| 20.              | Alexandr Rumjancev    | Rusko      | 38,74 (26.)    | 6:38,22 (12.) | 1:52,24 (21.) | —              | 115,975    |
| 21.              | Marco Weber           | Německo    | 38,60 (25.)    | 6:40,38 (15.) | 1:52,80 (24.) | —              | 116,238    |
| 22.              | Milan Sáblík          | Česko      | 37,63 (18.)    | 6:53,64 (23.) | 1:52,09 (19.) | —              | 116,357    |
| 23.              | Christian Pichler     | Rakousko   | 37,47 (16.)    | 6:58,06 (27.) | 1:52,14 (20.) | —              | 116,656    |
| 24.              | Niko Räsänen          | Finsko     | 38,56 (24.)    | 6:51,91 (22.) | 1:52,60 (23.) | —              | 117,284    |
| 25.              | Vitalij Michajlov     | Bělorusko  | 37,66 (19.)    | 6:56,19 (25.) | 1:54,24 (26.) | —              | 117,359    |
| 26.              | Marian Cristian Ion   | Rumunsko   | 39,15 (27.)    | 6:56,37 (26.) | 1:55,75 (27.) | —              | 119,370    |
| 27.              | Kris Schildermans     | Belgie     | 40,01 (28.)    | 6:55,08 (24.) | 1:56,91 (28.) | —              | 120,488    |
| 28.              | Jan Caflisch          | Švýcarsko  | 40,75 (29.)    | 7:09,18 (30.) | 1:59,47 (29.) | —              | 123,491    |
| 29.              | Asier Peña Iturria    | Španělsko  | 40,86 (30.)    | 7:18,91 (31.) | 1:59,92 (30.) | —              | 124,724    |
| 30.              | Denis Anisimov        | Rusko      | 49,70 (31.)    | 7:01,05 (29.) | 1:52,34 (22.) | —              | 129,251    |
| 31.              | Fredrik van der Horst | Norsko     | 37,56 (17.)    | 6:34,50 (10.) | ods.          | —              | 77,010     |
| 32.              | Håvard Bøkko          | Norsko     | 1:14,68* (32.) | ods.          | —             | —              | 74,680     |

* pád

## Ženy
Ženského mistrovství Evropy se zúčastnilo celkem 26 závodnic z následujících zemí: Německo (4), Nizozemsko (4), Norsko (3), Polsko (3), Rusko (3), Česko (2), Bělorusko (1), Dánsko (1), Maďarsko (1), Rakousko (1), Rumunsko (1), Švédsko (1), Ukrajina (1).
Závodnice na prvních 14 příčkách zajistily pro své země odpovídající počet míst pro start na Mistrovství světa ve víceboji 2010.
| Pořadí           | Jméno                         | Země       | 500 m       | 3000 m        | 1500 m        | 5000 m        | Počet bodů |
| ---------------- | ----------------------------- | ---------- | ----------- | ------------- | ------------- | ------------- | ---------- |
| Zlatá medaile    | Martina Sáblíková             | Česko      | 40,45 (7.)  | 4:03,09 (1.)  | 1:59,75 (3.)  | 6:59,44 (1.)  | 162,825    |
| Stříbrná medaile | Ireen Wüstová                 | Nizozemsko | 39,77 (4.)  | 4:08,40 (2.)  | 1:59,08 (1.)  | 7:13,41 (5.)  | 164,204    |
| Bronzová medaile | Daniela Anschützová-Thomsová  | Německo    | 40,74 (10.) | 4:09,27 (4.)  | 1:59,57 (2.)  | 7:12,02 (3.)  | 165,343    |
| 4.               | Jekatěrina Lobyševová         | Rusko      | 39,81 (5.)  | 4:14,75 (8.)  | 2:00,08 (6.)  | 7:27,02 (8.)  | 166,996    |
| 5.               | Maren Haugliová               | Norsko     | 41,67 (18.) | 4:09,49 (5.)  | 2:01,67 (10.) | 7:12,81 (4.)  | 167,088    |
| 6.               | Diane Valkenburgová           | Nizozemsko | 40,77 (11.) | 4:11,80 (6.)  | 2:00,80 (7.)  | 7:21,61 (6.)  | 167,163    |
| 7.               | Jorien Voorhuisová            | Nizozemsko | 40,83 (12.) | 4:13,69 (7.)  | 2:01,78 (11.) | 7:22,43 (7.)  | 167,947    |
| 8.               | Jekatěrina Šichovová          | Rusko      | 39,56 (2.)  | 4:20,74 (18.) | 1:59,77 (4.)  | 7:35,83 (11.) | 168,522    |
| 9.               | Karolína Erbanová             | Česko      | 39,54 (1.)  | 4:19,93 (17.) | 2:00,05 (5.)  | 7:36,65 (12.) | 168,542    |
| 10.              | Stephanie Beckertová          | Německo    | 43,43 (26.) | 4:08,76 (3.)  | 2:03,76 (19.) | 7:04,55 (2.)  | 168,598    |
| 11.              | Katarzyna Bachledová-Curuśová | Polsko     | 40,59 (9.)  | 4:17,45 (12.) | 2:00,98 (8.)  | 7:33,58 (10.) | 169,182    |
| 12.              | Paulien van Deutekomová       | Nizozemsko | 40,43 (6.)  | 4:15,20 (9.)  | 2:03,60 (18.) | 7:30,65 (9.)  | 169,228    |
| 13.              | Hege Bøkková                  | Norsko     | 39,76 (3.)  | 4:21,11 (20.) | 2:02,23 (13.) | —             | 124,021    |
| 14.              | Luiza Złotkowská              | Polsko     | 41,23 (14.) | 4:16,03 (11.) | 2:01,41 (9.)  | —             | 124,371    |
| 15.              | Katarzyna Woźniaková          | Polsko     | 40,89 (13.) | 4:17,74 (13.) | 2:01,87 (12.) | —             | 124,469    |
| 16.              | Anna Rokitová                 | Rakousko   | 41,33 (16.) | 4:15,89 (10.) | 2:02,58 (15.) | —             | 124,838    |
| 17.              | Ida Njåtunová                 | Norsko     | 40,58 (8.)  | 4:21,99 (21.) | 2:02,24 (14.) | —             | 124,991    |
| 18.              | Isabell Ostová                | Německo    | 41,32 (15.) | 4:21,07 (19.) | 2:02,63 (16.) | —             | 125,707    |
| 19.              | Světlana Vysokovová           | Rusko      | 41,36 (17.) | 4:18,96 (15.) | 2:03,92 (20.) | —             | 125,826    |
| 20.              | Katrin Mattscherodtová        | Německo    | 42,03 (20.) | 4:18,31 (14.) | 2:03,11 (17.) | —             | 126,117    |
| 21.              | Cathrine Grageová             | Dánsko     | 43,14 (25.) | 4:19,33 (16.) | 2:04,81 (21.) | —             | 127,964    |
| 22.              | Julija Jasenoková             | Bělorusko  | 41,87 (19.) | 4:31,62 (23.) | 2:06,22 (22.) | —             | 129,213    |
| 23.              | Marita Johanssonová           | Švédsko    | 42,75 (23.) | 4:31,10 (22.) | 2:06,58 (23.) | —             | 130,126    |
| 24.              | Olena Mjahkichová             | Ukrajina   | 42,50 (22.) | 4:35,79 (24.) | 2:09,22 (24.) | —             | 131,538    |
| 25.              | Daniela Olteanová             | Rumunsko   | 42,92 (24.) | 4:43,05 (25.) | 2:11,09 (25.) | —             | 133,791    |
| 26.              | Ágota Tóthová                 | Maďarsko   | 42,23 (21.) | 4:46,73 (26.) | 2:14,58 (26.) | —             | 134,878    |